# Маріб – Балхаф
Маріб – Балгаф — трубопровід, прокладений від основного єменського газопромислового району до заводу із зрідження природного газу Ємен ЗПГ.
У 2009 році на південному узбережжі Ємену в Балгафі ввели в дію завод із виробництва зрідженого природного газу. Його сировинною базою слугували родовища провінції Маріб (перш за все, Асаад Ал-Каміл та Аліф). Від них до заводу проклали трубопровід довжиною 320 км та діаметром 950 мм, здатний транспортувати до 11,7 млрд.м3 на рік. Він починався від установки підготовки родовища Асаад Ал-Каміл, до якої від установки на Аліфі проклали з’єднувальний газопровід діаметром 500 мм та пропускною здатністю до 7,8 млрд.м3.
Через неспокійну військово-політичну ситуацію в Ємені, газопровід неодноразово ставав ціллю нападів. Так, вже у вересні 2010-го тут стався потужний вибух. Диверсії відбувались і в 2011 році, і в 2012-му (в останньому не менше п’яти разів). У 2015 році із загостренням збройного конфлікту між фракціями, який перетоврився на повномасштабну війну, робота заводу ЗПГ, а отже й газопроводу, припинилась. Втім, навіть не діючий об’єкт став у грудні 2016 мішенню нового нападу.